# 舊西爾利亞 (戈羅德尼亞區)
52°0′48″N 31°37′1″E / 52.01333°N 31.61694°E
舊西爾利亞（烏克蘭語：Старосілля），是烏克蘭北部的村莊，隸屬切爾尼希夫州的切爾尼希夫區。該村面積1.8平方公里，海拔高度149米，2001年人口259，人口密度每平方公里143.9人。